# Virginia Slims of Dallas 1976
Il Virginia Slims of Dallas 1976 è stato un torneo di tennis giocato sul sintetico indoor. È stata la 5ª edizione del torneo, che fa parte del WTA Tour 1976. Si è giocato a Dallas negli USA dal 15 al 21 marzo 1976.

## Campionesse

### Singolare
Evonne Goolagong Cawley ha battuto in finale  Martina Navrátilová con il punteggio di 6–1, 6–1

### Doppio
Mona Schallau /  Ann Kiyomura hanno battuto in finale  Marita Redondo /  Greer Stevens con il punteggio di 6–3, 4–6, 6–4